# Байярд, Франк
Франк Байярд (род. 11 октября 1971 года в Пютлингене, Саарланд, Германия) — Великий магистр Тевтонского ордена.
Получил банковское образование. С 2001 по 2008 год получал образование в области теологии, истории и управления здравоохранением в Инсбруке и Вене.
19 сентября 2004 года он принес «вечные обеты» и навсегда связал свою судьбу с Орденом. 22 июля 2006 года тогдашний архиепископ Мюнхенский кардинал Фридрих Веттер рукоположил его в сан священника в коллегиальной церкви Вейнара. В том же году Байард был избран Генеральным советом провинции немецких братьев в состав Генерального правительстве Тевтонского ордена. С мая 2008 года он также служил в качестве генерального эконома Ордена.
В августе 2018 года на генеральном капитуле в Вене 46-летний Франк Байярд был избран 66-м Великим магистром ордена, о чем было объявлено 23 августа 2018 года. Байард сменил на этом посту 74-летнего Бруно Платтера (Bruno Platter), который после трех сроков полномочий и 18 лет общего служения в качестве великого магистра и генерального аббата ушел на покой.